# Moving group

De eigenbeweging van de Hyaden in de richting van een convergentiepunt

Een moving group is een losse groep sterren, die niet gekenmerkt wordt door een concentratie in de ruimte (zoals een sterrenhoop), maar door een gemeenschappelijke richting van hun beweging in de ruimte naar een op grote afstand liggend convergentiepunt, zoals in het geval van de zon de sterren lijken te bewegen in de richting van het apex.
De sterren van een moving group hebben een gemeenschappelijke oorsprong in een open sterrenhoop die wegens een te geringe gravitationele binding na enkele omlopen om het galactisch centrum uiteengevallen is. Er is een geleidelijke overgang tussen een open sterrenhoop of een sterassociatie naar een moving group. Sommige groepen zouden ook kunnen zijn ontstaan door een resonantie van de omloopbaan met de spiraalstructuur van het melkwegstelsel.
Als een moving group dicht bij het zonnestelsel ligt, zoals de Ursa Major moving group met vijf heldere sterren van de Grote Beer kan men hem slechts herkennen aan de eigenbeweging van de leden van de groep. Een deel van de Ursa Major moving group wordt Siriusgroep genoemd.
Bekende voorbeelden van een moving group die herkend kunnen worden door hun grote afstand zijn de Hyaden en Praesepe. Andere voorbeelden zijn de AB Doradus moving group en de Beta Pictoris moving group.
In tegenstelling tot een moving group is een sterrenstroom (zoals de Helmi-stroom of de Aquarius-stroom) een door getijdekrachten uiteengevallen dwergsterrenstelsel of bolvormige sterrenhoop.